# ダイアクリティカルマーク
ダイアクリティカルマーク（フランス語: signe diacritique, ドイツ語: Diakritisches Zeichen, スペイン語: signo diacrítico, ポルトガル語: sinal diacrítico, イタリア語: segno diacritico, 英語: diacritical mark）または、発音区別符号（はつおんくべつふごう、仏: Diacritique, 独: Diakritikum, 西: Diacrítico, 葡: Diacrítico, 伊: Diacritico, 英: Diacritic）は、ラテン文字などの文字が同じ字形であっても発音が区別される場合に、文字に付ける記号のこと。

## 概要
日本語では、次のように訳されることもある。
- 区分符号（区分記号）
- 補助符号（補助記号）
- 区別的発音符（区別的発音符号・区別的発音記号）
- 読み分け符号（読み分け記号）
- 分音符（分音符号・分音記号）[13]

『学術用語集 言語学編』では訳語として「補助記号」または「識別記号」が提案されている。日本語の文字における同様の記号として、濁点と半濁点がある。
ダイアクリティカルマークが付いた文字の、付かない文字からの独立性の度合いは様々である。言語によって、正書法・標準表記の扱いによって、印刷によっては付けなくてもよいもの、必ず付けなくてはならないもの、付けられない場合は代替の手段をとることが決まっているもの、方言（地域、国等）によって付け方が異なるものなどがある（ローマ字表記された日本語においても、しばしば長音記号が省略されるが、省略された際には厳密な発音の判別が困難となる場合がある）。名称も、独立した名称のあるものとそうでないものとがある。また、辞書の順序（アルファベット順）では、ダイアクリティカルマークがない場合と同じ場所に並べられるものと、独立した位置が決まっているものとがある。
ラテン文字における主なダイアクリティカルマークの用途は、文字の音価の変更である。英語の例では、naïveやNoëlなど外来語表記の場合のトレマ（分音符、「¨」）による分音（トレマ付きの母音はその前の母音とは分けて発音される）や、アキュートやグレイヴなどのアクセント符号（sakéなどのように特に語尾において母音を発音することを示す）がある。他のラテン言語では同音異義語を区別する場合（フランス語のlàとla）に使用される例もある。ゲール文字では子音に付加され子音弱化を示す。
他のアルファベット体系では、ダイアクリティカルマークが他の機能を示す場合もある。アラビア語におけるシャクル（発音記号）の母音記号（ハラカ）や、ヘブライ語におけるニクダーが母音や声調を表示する。ブラーフミー系文字のヴィラーマやアラビア語のスクーンは母音がなく子音だけで発音することを示す。ヘブライ語では韻律（朗読の際の節回し）を示す記号もある。初期キリル文字のティトロは略語や頭字語を示す。タイ文字や中国語のローマ字表記である拼音では、音節の声調が表示される。満州文字の圏点もこれに類似したものといえる。

## コンピュータ
コンピュータ処理では、ダイアクリティカルマークのついた文字に独立した文字コードを与えているもの（ISO/IEC 8859、Unicode、JIS X 0213など）が多いが、別の方法として、親字の前または後に特殊なコードを置くことによって表記する方法がある。前に置く例としてはISO/IEC 6937があり、後に置く例としてはUnicodeでCombining Diacritical Marksと呼ばれる一連のコード（U+0300からU+036Fまで）がある。また、日本語のザ行に半濁点（゜）がついた、ザ゚、ジ゚、ズ゚、ゼ゚、ゾ゚（単独では表示できない）がある。

## 種類と例
概要には主要な言語だけを挙げた。ここではラテン文字におけるダイアクリティカルマークの種類を挙げる。各記号の詳細については、それぞれの項目、さらに各言語の項目を参照のこと。
なお、言語名の後にカッコつきで示した綴りは、その言語におけるその記号の名称である。
| 種類                                | 例            | 概観 |
| ----------------------------------- | ------------- | --- |
| ウムラウト Umlaut                   | ä, ö, ü       | 文字の上に小さく書かれていたeの字が起源である。伝統的には例示した3種類だけで、ウムラウト現象によって前舌化した母音価を表す。ドイツ語（Umlautzeichen）やスウェーデン語で使うほか、ö, üは前舌円唇系の母音をもつ多くの言語で使用。中国語の拼音ではüだけが用いられる。 |
| ダブルアキュート Double acute       | ő, ű          | ハンガリー語独特の記号で、ウムラウト記号の長音を意味する。 |
| トレマ Trema                        | ë, ï, ü, ÿ    | 見た目はウムラウトと同じ。フランス語（tréma）、スペイン語（crema, diéresis）、ギリシャ語（διαίρεσις）などで、連続した母音字のどちらかに付けて、発音のルールを変更させるもの。またオランダ語では合字 ijをÿと表記することがある。 |
| アクセント Accent mark              | （下を参照）  | 元来は古典ギリシア語を読み下す際に用いられた補助記号に由来。一般に、グレイブ・アクセント、アキュート・アクセント、サーカムフレックスの3種類を指す。 |
| グレイヴ・アクセント Grave accent   | à, è, ì, ò, ù | イタリア語では強勢符号に使用。フランス語ではà, è, ùだけを使用。中国語の拼音での第4声（下降）の声調符号にも使用され、ウムラウトと組み合わせたǜも用いられる。 |
| アキュート・アクセント Acute accent | á, é, í, ó, ú | スペイン語、イタリア語で強勢符号に使用。フランス語ではéだけを使用し、[e]を表す。英語でも、フランス語同様[e]を表すためにéのみを用い、主に借用語の語末が開音節であることを表す。ハンガリー語では長音符として使用。中国語の拼音での第2声（上昇）の声調符号にも使用され、ウムラウトと組み合わせたǘも用いられる。                                                               |
| サーカムフレックス Circumflex       | â, ê, î, ô, û | フランス語、ポルトガル語、ベトナム語（さらにこの上に声調を示すものがつく）などで使用。人工言語であるエスペラントでは子音字に使用。また、日本語のローマ字表記でも長音の表示に使用される。 |
| セディーユ Cedilla                  | ç, ş          | 文字の下に小さく書かれていたzの字が起源。フランス語（cédille）やポルトガル語（cedilha）ではçを[s]に用いる。ほかトルコ語系の言語でも使用。 |
| コンマビロー Comma below            | ș, ț          | セディーユの変種で、親字との間に隙間がある。ルーマニア語で用いるが、セディーユも同様に用いられ、両者の間に区別はない。 |
| マクロン Macron                     | ā, ē, ī, ō, ū | もともとはラテン語の学習に用いられたものであり、ほとんどの場合長音を表す。ラトビア語やポリネシアの諸言語などで使用。日本語のローマ字表記でも長音の表示に使用されることが多い。中国語の拼音での第1声（高平）の声調符号にも使用され、ウムラウトと組み合わせたǖも用いられる。                                                                                                 |
| ブレーヴェ Breve                    | ă, ğ, ŭ       | もともとはラテン語の学習に用いられたもの。breve（短く）の名のとおり、伝統的には短音記号とも呼ばれるが、現代の諸言語では実際には必ずしも短音を表すとは限らない。ğはトルコ語に現れる。ŭは人工言語であるエスペラントで使用され、短い“u”の音、即ち“w”の発音を指定する。ăはルーマニア語やベトナム語（さらにこの上に声調を示すものがつく）で独特の母音価の表現に充てられている。 |
| チルダ Tilde                        | ñ, ã, õ       | 文字の上に小さく書かれていたnの字が起源。スペイン語（tilde） のñは“ニャ行音”、ポルトガル語にはã, õが現れる。母音につく場合は鼻母音を表すのが慣例。ベトナム語では声調記号として母音字につく。 |
| オゴネク Ogonek/Nosinė              | ą, ę, į, ǫ, ų | ポーランド語（ogonek）やリトアニア語（nosinė）などで使用。鼻母音や、かつて鼻母音であった母音。 |
| リング Ring                         | å, ů          | 文字の上に小さく書かれていたoの字が起源。åはスカンジナビア諸語で「オー」のような音を表す。ůはチェコ語などで使用。 |
| ハーチェク Haček/Caron              | ě, č, š, ž, ř | スラブ系のいくつかの言語やリトアニア語で使用。ǎ, ǐ, ǒ, ǔやウムラウトと組み合わせたǚは中国語の拼音での第3声（降昇）の声調符号としても使用される。 |
| ドット Dot                          | ė, ẹ, ċ, ġ, ż | ポーランド語のż、リトアニア語のė、マルタ語のċ, ġ, żなど。ベトナム語では声調記号として母音字の下につく。 |
| ストローク Stroke                   | ø, ł          | øはスウェーデン語を除く北ゲルマン諸言語で用い、öに同等と考えてほぼ差し支えない。łはポーランド語で使用し、[w]に近い音。 |
| ホーン Horn                         | ơ, ư          | ベトナム語（さらにこの上に声調を示すものがつく）で使用。ヨーロッパ語にあまり現れない音価を表すために創出されたもの。 |
| フック Hook                         | ả, ẻ, ỉ, ỏ, ủ | ベトナム語で使用。声調を示す。 |

### 正書法に含まれないもの
以下は各言語の学習や国語学・言語学的な文脈だけで用いられるもの。
学習教材や研究文献以外の言語表記で目にすることはほとんどない。
| 種類                        | 例   | 概観                                                               |
| --------------------------- | ---- | ------------------------------------------------------------------ |
| ダブルグレイヴ Double grave | ȁ, ȅ | セルビア語、クロアチア語、スロベニア語で用いられるアクセント符号。 |